# Dicrania ohausi
Dicrania ohausi är en skalbaggsart som beskrevs av Moser 1921. Dicrania ohausi ingår i släktet Dicrania och familjen Melolonthidae. Inga underarter finns listade i Catalogue of Life.